# Ablutomania
Ablutomania (fr. folie de lavement) – jeden z najczęstszych i najbardziej znanych objawów zaburzenia obsesyjno-kompulsyjnego, polegający na niepowstrzymanej potrzebie zbyt częstego mycia rąk. W cięższych przypadkach może doprowadzić do powstania ran na rękach.